# Ainielle
Ainielle est un village de la province de Huesca, situé à environ six kilomètres au sud-est de la ville de Biescas. Il comptait plus de 80 habitants au début du XXe siècle, mais est inhabité depuis le début des années 1970. Situé à 1 355 mètres d'altitude, c'est l'un des villages les plus hauts des Pyrénées espagnoles. L'église, construite au XVIIe siècle, est dédiée à saint Jean. Le roman La lluvia amarilla (La pluie jaune) de Julio Llamazares se déroule à Ainielle et décrit l'abandon du village.